# Emilia Czerwińska (piosenkarka)
Emilia Czerwińska z domu Cylwik, występowała również jako Mila Cylwik i Mila Czerwińska – polska piosenkarka, solistka zespołu Chochoły.

## Życiorys
W 1958 roku wyniku konkursu radiowego zakwalifikowała się do Studia Piosenkarskiego Polskiego Radia i dokonała pierwszych nagrań radiowych. Następnie zaistniała jako solistka zespołu Chochoły z którym jako Mila Cywik w 1964 roku wystąpiła na II Krajowym Festiwalu Piosenki Polskiej w Opolu. Z Chochołami zarejestrowała między innymi takie utwory jak Dwa kieliszki czaru, Pokochaj mnie choć jeden raz oraz Stary park. Solistą grupy Chochoły był również jej późniejszy mąż – Wiesław Czerwiński.
W 1967 uzyskała dyplom na wydziale piosenkarskim w Średniej Szkole Muzycznej im. Fryderyka Chopina w Warszawie i nawiązała współpracę z Mieczysławem Foggiem z którym występowała wraz z Krystyną Borecką i grupą instrumentalną Baby Jagi. Razem z Mieczysławem Foggiem wystąpiła między innymi w ZSRR.
Jako solistka dokonała licznych nagrań radiowych i telewizyjnych w tym między innymi z Orkiestrą Rozrywkową Polskiego Radia i Telewizji w Katowicach pod dyrekcją Jerzego Miliana. Niektóre jej piosenki ukazały się również na płytach krótkogrających oraz pocztówkach dźwiękowych.
W 1988 roku oficjalnie zakończyła karierę estradową.

## Wybrana dyskografia (płyty)
- 1979: Tonpress S193[4]
- 1980: Tonpress S254[5]